# Brooks County, Georgia
Brooks County är ett administrativt område i delstaten Georgia, USA, med 16 243 invånare. Den administrativa huvudorten (county seat) är Quitman.

## Geografi
Enligt United States Census Bureau har countyt en total area på 1 289 km². 1 278 km² av den arean är land och 11 km² är vatten.

### Angränsande countyn
- Cook County, Georgia - nordost
- Lowndes County, Georgia - öst
- Madison County, Florida - sydost
- Jefferson County, Florida - sydväst
- Thomas County, Georgia - väst
- Colquitt County, Georgia - nordväst

### Orter
- Barwick (delvis i Thomas County)
- Morven
- Pavo (delvis i Thomas County)
- Quitman (huvudort)